# Raspaculo Branch
Raspaculo Branch är ett vattendrag i Belize. Det ligger i distriktet Cayo, i den centrala delen av landet, 50 km söder om huvudstaden Belmopan.